# 不思議の国のアリスの映像作品

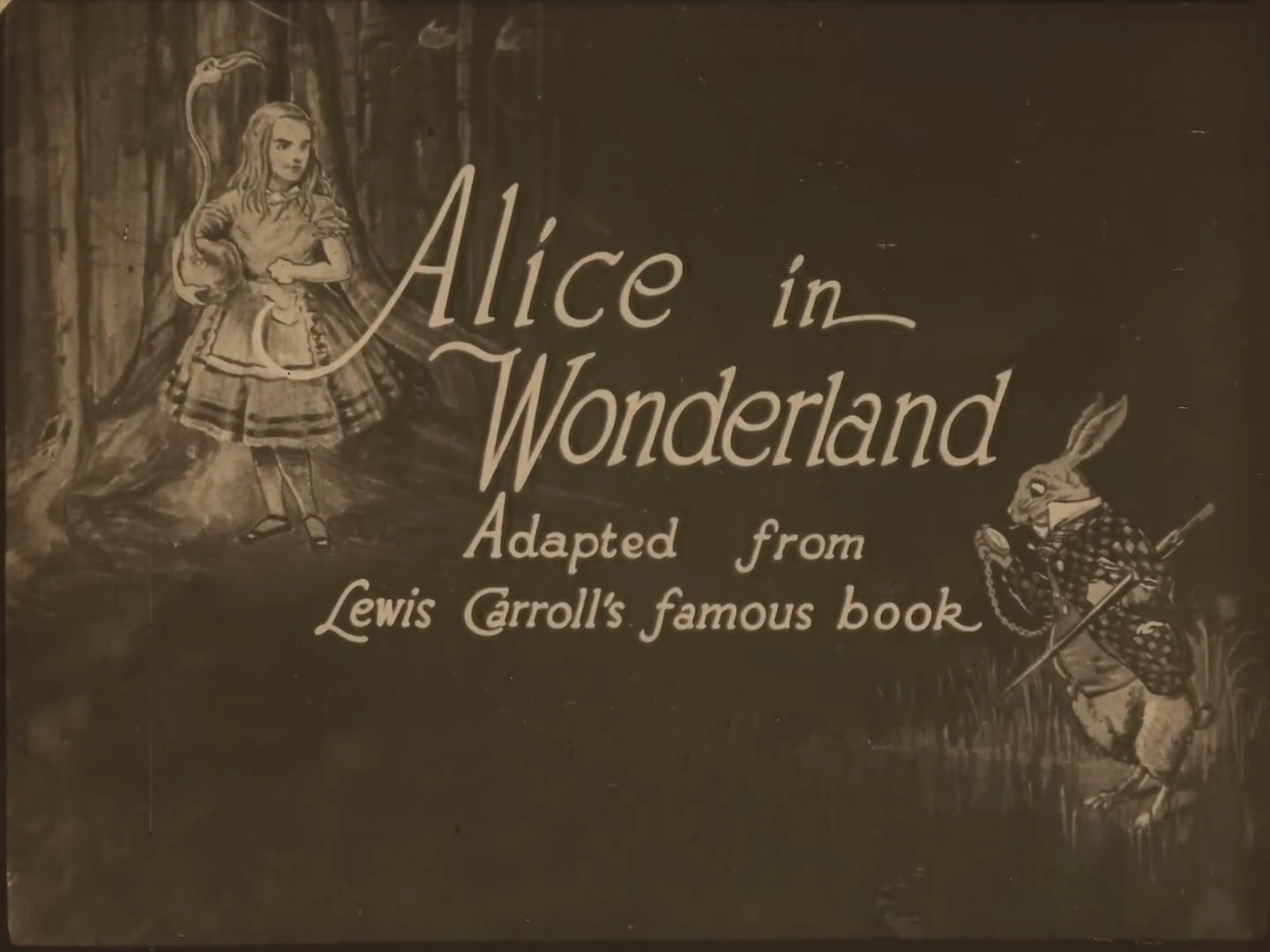
1915年の映画『不思議の国のアリス』のタイトル・フレーム

児童小説『不思議の国のアリス』（1865年）は、著者ルイス・キャロルの死後5年経った1903年に初めて映像化された。内容はモノクロ・無声の8分の短編である。以後技術や媒体の発達にともない、長編化（1915年）、有声化（1931年）、カラー化(1949年)、長編アニメーション（1951年）、実写ミュージカル（1972年）、そして近年のCGを駆使した作品として、さまざまな映画／テレビ映画／テレビシリーズが制作されている。
以下の一覧では原作の物語に沿った翻案ばかりでなく、既存のアニメキャラクターによるパロディ作品も記載しているが、作中で引用・言及されているというだけのものや題名のみのパロディ、また「アリス的」な雰囲気があるのみにとどまっている作品は除外している。また『不思議の国のアリス』はしばしばその続編『鏡の国のアリス』（1871年）と組み合わされて映像化が行われており『鏡の国のアリス』単独の映像化作品は少ないため、併せて扱っている。

## 劇場映画
- 不思議の国のアリス (1903年、イギリス) 原題：Alice in Wonderland
  - 監督：セシル・ヘプワース、パーシー・ストウ
  - 主演：メイ・クラーク（英語版）（アリス）
  - 『不思議の国のアリス』の最初の映画作品。無声・モノクロで、時間も8分ほどしかない。物語の各場面が紙芝居のように流れるイメージ映像に近い作品[2]。

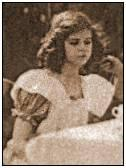
『不思議の国のアリス』（1910）より、アリス役のグラディス・ヒューレット

- 不思議の国のアリス（1910年、アメリカ合衆国）原題：Alice's Adventures in Wonderland
  - 監督：エドウィン・S・ポーター
  - 出演：グラディス・ヒューレット（英語版）
  - アメリカで撮られた1リールのモノクロ・サイレント作品。上映時間は10分で、登場人物は少ない。
- 不思議の国のアリス（英語版） (1915年、アメリカ合衆国) 原題：Alice's Adventures in Wonderland
  - 監督：W.W・ヤング
  - 出演：ヴァイオラ・サヴォイ（英語版）（アリス）
  - 無声、モノクロだが、上映時間52分と前2作に比べて長尺。穏やかな音楽を用い、インサートタイトルで台詞を挿入するゆったりとした映像になっている。不思議の国のキャラクターたちはぬいぐるみによってテニエルの挿絵を忠実に再現している[1][2]。
- 不思議の国のアリス（英語版） (1931年、アメリカ合衆国) 原題：Alice in Wonderland
  - 監督：バッド・ポラード
  - 出演：ルース・ギルバート（英語版）（アリス）
  - アリスブームのさなかに作られたあまり知られていない低予算映画で、アリスの初の音声映画[3][4]。テレビ放映なども行われていない。
- 不思議の国のアリス (1933年、アメリカ合衆国) 原題：Alice in Wonderland
  - 監督：ノーマン・Z・マクロード（英語版）
  - 出演：シャーロット・ヘンリー（英語版）（アリス）、ゲイリー・クーパー（白の騎士）、ケーリー・グラント（海亀フー）など
  - パラマウント社製作によるオールスター映画。内容は『不思議の国のアリス』と『鏡の国のアリス』の内容を一本にまとめており、のちのアリス映画の雛形となる[1]。テニエルの挿絵に従い、原作のエピソードを忠実に再現している[2]。
- 不思議の国のアリス（英語版）（1949年、フランス）原題：Alice au pays des merveilles
  - 監督：ダラス・バウアー（英語版）
  - 出演：キャロル・マーシュ（英語版）（アリス）、ステファン・マーレイ（英語版）（ルイス・キャロル）
  - ルー・ブーニン（英語版）プロダクション製作のカラー作品。主にフランスで制作された。不思議の国の登場人物はすべて人形アニメーションで、アリスのみ役者の実写である[5]。エピソードは原作に準拠している。プロローグとエピローグは俳優による実写で、クライスト・チャーチ、ルイス・キャロル、アリス・リデルの父や姉妹、ヴィクトリア女王などが登場する。英語版とフランス語版の二版あり、シーン有無や順序が異なる。
- ふしぎの国のアリス(アニメーション、1951年、アメリカ合衆国) 原題：Alice in Wonderland
  - 監督：クライド・ジェロニミ、ハミルトン・ラスク、ウィルフレッド・ジャクソン
  - 声優：キャサリン・ボーモント（アリス）、ビル・トンプソン（白ウサギ）、エド・ウィン（マッドハッター）
  - ウォルト・ディズニー製作の長編アニメーション映画。詳しくは「ふしぎの国のアリス」を参照。
- 不思議の国のアリス（1972年、イギリス） 原題：Alice's Adventures in Wonderland
  - 監督：ウィリアム・スターリング（英語版）
  - 出演：フィオナ・フラートン（アリス）、ピーター・セラーズ（三月ウサギ）
  - アカデミー賞受賞作曲者であるジョン・バリーが音楽を担当したミュージカル仕立ての作品。主演のフラートンは当時15歳で、青いドレスにディズニーの影響がうかがえる[6]。ストーリーは原作を忠実になぞっているが、『鏡の国のアリス』のトゥイードルダムとトゥイードルディーのエピソードも加えられているほか、冒頭の献呈詩「黄金の昼下がり」を再現した、ルイス・キャロルとリデル姉妹たちの舟遊びのシーンも加えられている[2]。1972年度英国アカデミー賞 撮影賞受賞作（ジェフリー・アンスワース）。NHK総合でもたびたび放送された[7]。
- ドリームチャイルド（英語版）（1985年、イギリス）原題：Dreamchild
  - 監督：ギャビン・ミラー（英語版）
  - 出演：コーラル・ブラウン（英語版）（アリス・ハーグリーヴス）、イアン・ホルム（チャールズ・ドジソン）、アメリア・シャンクリー（英語版）（少女時代のアリス・リデル）
  - 1932年にコロンビア大学より名誉文学博士号を贈られることになった80歳の老アリス・リデル（アリス・ハーグリーヴス)が渡米した実話を原案としている。老アリスによる少女期のキャロルとの交流の思い出と再認が主題。原作小説からイモムシの助言、狂ったお茶会、代用ウミガメの話のシーンがジム・ヘンソンの製作のマペットとアリス・リデルの演技で描かれている[1]。
- アリス (1988年、チェコスロヴァキア) 原題：Něco z Alenky
  - 監督：ヤン・シュヴァンクマイエル
  - 出演：クリスティーナ・コホトヴァー（アリス）
  - 人形アニメ作家シュヴァンクマイエルの初の長編映画。アリス以外はすべて人形で、人形アニメーションはCG技術をいっさい使わずコマ撮りで撮っている。台詞を最小限に抑え、シュールでグロテスクな画面で原作の不条理性を再現した。幼いコホトヴァーはピンクのワンピースの衣装で寡黙なアリスを演じている[2][6][8]。
- アリス・イン・ワンダーランド (2010年、アメリカ合衆国) 原題：Alice in Wonderland
  - 監督：ティム・バートン
  - 出演：ミア・ワシコウスカ（アリス）、ジョニー・デップ（マッドハッター）、アン・ハサウェイ（白の女王）、ヘレナ・ボナム＝カーター（赤の女王）
  - 原作の物語から13年後、19歳に成長したアリスが再びワンダーランドに迷い込むという設定。赤の女王に対する白の女王側のレジスタンス運動の中、アリスがワンダーランドの救世主として扱われるという物語で、『不思議の国のアリス』『鏡の国のアリス』両作品の要素を取り込んで自由に翻案した作品となっている[2]。動物たちをはじめとしてCG技術を駆使して撮影が行われている。
- アリス・イン・ワンダーランド/時間の旅 (2016年、アメリカ合衆国) 原題：Alice Through the Looking Glass 
  - 監督：ジェームズ・ボビン
  - 2010年公開の「アリス・イン・ワンダーランド」の続編であり、前作から登場する主要キャストには変更はない。
- Alice in Dreamland アリス・イン・ドリームランド(2015年、日本)
  - 人形作家:清水真理の人形アニメ
  - 監督:蜂須賀健太郎
- Come Away（英語版）(2020年、アメリカ合衆国)
  - 監督：ブレンダ・チャップマン
  - 出演：アンジェリーナ・ジョリー
  - アリスとピーターパンが兄弟という設定。
- 不思議の国でアリスと -Dive in Wonderland-（2025年予定、日本) 
  - 監督：篠原俊哉
  - 脚本：柿原優子
  - 出演：原菜乃華（りせ）、マイカ・ピュ（アリス）
  - 劇場アニメ作品。主人公・りせがアリスの世界に迷い込む物語。制作：P.A.WORKS、製作：松竹・TBSテレビ。

## テレビ映画・単発テレビ放映
- Alice in Wonderland（英語版）（1966年、イギリス）
  - 監督：ジョナサン・ミラー（英語版）（アリス）
  - 出演：アン＝マリー・マリック（英語版）
  - BBC製作のテレビ映画。あえてモノクロで撮られており、静謐な画面のなかで淡々と物語を進行させていく。アリスは無表情で、作中の動物もすべて生身の人間がそのまま演じるなど、独特の世界観によって作られている[6]。
- 不思議の国のアリス（英語版）（1985年、アメリカ合衆国）原題：Alice in Wonderland
  - 監督：ハリー・ハリス (映画監督)（英語版）
  - 出演：ナタリー・グレゴリー（英語版）（アリス）、レッド・バトンズ（白ウサギ）ほか
  - アーウィン・アレン製作による、オールスターのテレビ映画。前後編のミュージカル仕立てで、前編が『不思議の国のアリス』、後編が『鏡の国のアリス』になっている。幼いナタリー・グレゴリーがオレンジ色の衣装を着てアリスを演じた[2]。
- アリス・イン・ミラーランド (1998年、イギリス）原題：Alice Through the Looking-Glass
  - 監督：ジョン・ヘンダーソン（英語版）
  - 出演：ケイト・ベッキンセイル（アリス）、イアン・ホルム（白の騎士）ほか
  - 『鏡の国のアリス』をもとにしたテレビ映画。子供に本を読み聞かせていた母親が、その本の物語に入り込んでしまう、という異色の設定で、25歳のベッキンセイルがアリスを演じている。また原作では出版前にカットされた部分である「かつらを被った雀蜂」の場面がはじめて映像化された[2]。なお『アナザーワールド 鏡の国のアリス』の訳題もある。
- 不思議の国のアリス（英語版） (1999年、アメリカ合衆国）原題：Alice in Wonderland
  - 監督：ニック・ウィリング（英語版）
  - 出演：ティナ・マジョリーノ（アリス）、ウーピー・ゴールドバーグ（チェシャ猫）、マーティン・ショート（帽子屋）、クリストファー・ロイド（白の騎士）
  - NBC製作のテレビ映画。人前で歌うことが苦手なアリスの成長物語という明快な筋立てで、一部『鏡の国のアリス』のエピソードを含める。アリス役は黄色のフレアワンピースとボーダーソックスで、作品全体として鮮やかなカラー設定になっている。ウーピー・ゴールドバーグは人面のチェシャ猫を演じた[2][7]。

## テレビシリーズ
- 不思議の国のアリス（1981年、ソビエト連邦）原題：Алиса в стране чудес
  - 監督：エフレム・プルジャンスキー
  - ソビエト連邦で公開された作品。
- ふしぎの国のアリス (アニメーション、1983年-1984年、日本・西ドイツ)
  - 声優：TARAKO（アリス）、野沢雅子（ベニー）
  - テレビ大阪・テレビ東京系列で全26話放映されたテレビアニメのシリーズ。制作は日本アニメーション。原作のエピソードは各話に分けられ、アリスが1話ごとにワンダーランドへ行き、また現実世界へ戻るという形式になっている。アリスがワンダーランドでの体験を元に現実世界の問題を解決するといった教訓的な脚色が加えられたほか、アリスのペットでワンダーランドでは話ができるという子ウサギのベニーが毎回登場する。
- 不思議の国のアリス (1986年、イギリス）原題：Alice in Wonderland
  - 監督：バリー・レッツ（英語版）
  - 出演：ケイト・ドーニング
  - BBC製作のテレビシリーズ。30分番組の4話構成。
- Adventures in Wonderland（英語版）（1991年-1995年、アメリカ合衆国）
  - 出演：エリザベス・ハーノイス（アリス）
  - 1951年のディズニー映画を基にしたディズニー製の実写シリーズ。100話構成。学校に通っているアリスは、1話ごとに鏡を通って自由に不思議の世界を出入りし、そこでの冒険を通じて現実の問題を解決する。
- アリス（英語版）（2009年、アメリカ合衆国）原題：Alice
  - 監督：ニック・ウィリング
  - 出演：カテリーナ・スコーソン
  - Syfyで放映された2話構成のミニシリーズ。
- Once Upon a Time in Wonderland（2013年10月放送開始、アメリカ合衆国）
  - 邦題未定。
  - 出演：ソフィー・ロウ
  - 『ワンス・アポン・ア・タイム』のスピンオフ。ABC系列で放送中。

## OVA
- 不思議の国のアリス（ロシア語版）（1981年、ソ連(現：ロシア)）
- 鏡の国のアリス（ロシア語版）（1982年、ソ連(現：ロシア)）
- 鏡の国のアリス（1987年、オーストラリア）Burbank Films製作、Andrea Brescianiほか監督
- 不思議の国のアリス（英語版）（1988年、オーストラリア）Burbank Films製作、Rich Trueblood監督
- 不思議の国のアリス（英語版）（1995年、日本・アメリカ合衆国）ジェットラグプロダクション製作

## パロディ
- Betty in Blunderland（英語版）（1934年、アメリカ合衆国）ベティ・ブープを使った短編アニメ映画。
- ミッキーの夢物語（1936年、アメリカ合衆国）ミッキーマウスを使った『鏡の国のアリス』の翻案。短編映画。
- エッチの国のアリス（英語版）（1976年、アメリカ合衆国）バット・タウンゼント監督、クリスティーネ・デ・ベル主演のポルノ映画。
- The Care Bears Adventure in Wonderland（英語版）（1987年、アメリカ合衆国）ケアベアのアニメ映画。
- ハローキティの不思議の国のアリス（1993年、日本、OVA）キティちゃんを使った短編アニメ。
- 不思議の国の美幸ちゃん（1995年、日本、OVA）CLAMP原作。
- 「アリスSOS」NHK天才てれびくんの特番アニメ(1998年～1999年､日本)中原涼原作。
- ふしぎの国のネネちゃん（1999年、日本）『クレヨンしんちゃん 爆発!温泉わくわく大決戦』と同時上映された短編アニメーション映画である『クレしんパラダイス! メイド・イン・埼玉』の1作。ネネが主人公である、スピンオフ的な作品。原作のおとぎ話とはかけ離れた内容である。
- コードギアス 反逆のルルーシュ ナナリーinワンダーランド(2012年、日本、OVA)　コードギアスの外伝アニメ
- 12秒（2015年、日本）アイドルグループHKT48のPV。
- 戦姫絶唱シンフォギアXD UNLIMITED(2018年、ブシモ)「戦姫絶唱シンフォギア」のアプリゲーム。アプリ内でのイベント『ワンダーランドギアイベント』でアニメ内の登場人物が全員アリスたちのキャラの格好をする。